# وفاء إدريس
وفاء إدريس (11 فبراير 1973) فدائية فلسطينية، قامت بعملية تفجيرية في أراضي فلسطين المحتلة عام 2002، ونتيجة التفجير الذي قامت به قتلت وجرح عدد من الإسرائيليين. وكانت من أولى الفدائيات الإناث في انتفاضة الأقصى التي اندلعت في سبتمبر 2000.

## نشأتها
شرد أهلها من مدينة الرملة، واستقر بهم المطاف في مخيم الأمعري بالقرب من رام الله، عاشت في ظروف اجتماعية صعبة، وهي الابنة الوحيدة لوالدتها. كانت متطوعة في الهلال الأحمر ومن مخيم الأمعري.

## التفجير
قامت بعملية استشهادية في القدس يوم 27 يناير 2002؛ وأسفرت عن مقتل إسرائيلي وإصابة 90 آخرين بجروح، تبنتها كتائب شهداء الأقصى التابعة لحركة فتح.